# Ceraclea martynovi
Ceraclea martynovi är en nattsländeart som först beskrevs av Forsslund 1940.  Ceraclea martynovi ingår i släktet Ceraclea och familjen långhornssländor. Inga underarter finns listade i Catalogue of Life.